# Mszanka (dopływ Panny)
Mszanka – potok, lewobrzeżny dopływ Panny o długości 9,04 km.
Potok płynie w Beskidzie Niskim. Jego źródła znajdują się na wysokości ok. 590 m n.p.m. na północno-wschodnich stokach Kiczery (646 m n.p.m.), ok. 1 km na południowy zachód od siodła przełęczy (510 m n.p.m.) przez którą biegnie droga z Iwli przez Chyrową i Mszanę do Tylawy. Spływa generalnie w kierunku południowo-wschodnim, meandrując dość szeroką doliną między pasmem Kramionek (673 m n.p.m.), Czerteża (648 m n.p.m.) i Dziurcza (586 m n.p.m.) po lewej oraz Burej Hory (610 m n.p.m.) i Wapna (599 m n.p.m.) po prawej i przyjmując z obu stron liczne, drobne dopływy. U stóp Dziurcza, już na terenie Tylawy przyjmuje swój największy dopływ – prawobrzeżny Wadernik, po czym na terenie tejże wsi, na wysokości ok. 386 m n.p.m., uchodzi do Panny.
W dolinie Mszanki leży wieś Mszana. Doliną na całej długości biegnie wspomniana wyżej droga z Iwli do Tylawy.